# Президентские выборы в Камеруне (1984)
14 января 1984 года в Камеруне состоялись президентские выборы. Страна была однопартийным государством в то время, с камерунским Национальным союзом как единственной законной партией. Ее лидер, Поль Бийя, был единственным кандидатом на выборах и победил без сопротивления. Явка избирателей составила 97,7 %.

## Результаты
| Кандидат                           | Партия                                        | Голосов   | %    |
| ---------------------------------- | --------------------------------------------- | --------- | ---- |
| Поль Бийя                          | Камерунское народное демократическое движение | 3 878 138 | 100  |
| Недействительные/пустые бюллетени  | Недействительные/пустые бюллетени             | 607       | -    |
| Всего                              | Всего                                         | 3 878 745 | 100  |
| Зарегистрированные избиратели/явка | Зарегистрированные избиратели/явка            | 3 968 673 | 97.7 |
| Источник: Nohlen et al.            |                                               |           |      |